# Aylar Lie
 (novembre 2008).
Si vous disposez d'ouvrages ou d'articles de référence ou si vous connaissez des sites web de qualité traitant du thème abordé ici, merci de compléter l'article en donnant les références utiles à sa vérifiabilité et en les liant à la section « Notes et références ».
Pour les articles homonymes, voir Lie.
Sharareh Dianati, dite Aylar Lie ou simplement Aylar, née le 12 février 1984 à Téhéran, est une actrice, mannequin et chanteuse norvégienne d'origine iranienne. Elle a d'abord été actrice pornographique, également sous le pseudonyme Princess Diana ou des variantes de celui-ci.
Après sa carrière dans le porno, elle a fait des incursions dans la télé-réalité et la chanson.

## Biographie
Née à Téhéran, en Iran, elle part pour la Norvège à l'âge de deux ans, adoptée par des parents norvégiens.
Elle se rend aux États-Unis en 2002 et y tourne des films pornographiques, comme Cum Dumpsters 3 et Throat Gaggers 3.
En 2005, elle participe à l'édition norvégienne de Big Brother.
En 2010 elle participe à la 6e saison de Skal vi danse?, la version norvégienne de Danse avec les stars.

### Carrière musicale
En 2006, elle sort un single, une reprise de Boys (Summertime Love) de Sabrina, un succès de 1987.
Elle est également connue pour avoir tourné dans les clips de Basshunter : Now You're Gone, All I Ever Wanted, Angel in the Night, I Miss You, Jingle Bells, Every Morning, I Promised Myself et Northern Light. Aylar a également participé à First Time de Sunblock, hit de l'été 2007.
Elle a participé au single Mamacita, où elle chante en duo avec Youssef, du groupe Madcon. Le clip est inspiré de celui de Angel In The Night de BassHunter
En avril 2010, elle participe au clip du chanteur Arash Dasa bala, dans lequel elle chante aussi en persan.
Toujours en 2010, elle est contactée par le chanteur et leader du groupe Ocean Drive, Gilles Luka, afin de reprendre Some People, tube phare du groupe.

### Vie personnelle
En janvier 2008, il a été signalé qu'Aylar Lie ne pouvait pas retourner dans son pays d'origine en raison des menaces de mort qu'elle a reçues à cause de son passé d'actrice pornographique.
Parmi ses sources d'inspirations, figure Madonna. Aylar Lie se fît d'ailleurs remarquer, à la suite d'un changement de programme d'un spectacle en Norvège, où devait figurer la chanteuse.

## Filmographie

### Cinéma pornographique
- 2002 : Throat Gaggers 3
- 2002 : Pink Pussycats 1
- 2002 : Breakin' 'Em In 3
- 2002 : Brand New 1
- 2002 : Eighteen 'N Interracial 2
- 2002 : Just Over Eighteen 5
- 2002 : Little White Chicks... Big Black Monster Dicks 17
- 2002 : Racks and Blacks Going into Your Flaps
- 2003 : Cum Dumpsters 3
- 2003 : Cock Smokers 49

### Autres
- 2010 : Yohan: The Child Wanderer (en) (Yohan – Barnevandrer) de Grete Salomonsen (en) : Lexya
- 2012 : Hotel Cæsar (en) (série télévisée), saison 29 : Kassandra